# Pedaria durandi
Pedaria durandi là một loài bọ cánh cứng trong họ Bọ hung (Scarabaeidae).